# Paule Zajdermann
Paule Zajdermann est une réalisatrice de télévision française, née le 9 mai 1951 à Paris.

## Biographie
Diplômée de l'IDHEC en 1974, Paule Zajdermann travaille comme assistante de réalisation et scripte au cinéma et à la télévision. En 1984 elle réalise son premier documentaire, un portrait de Wim Wenders. Elle a réalisé ensuite plusieurs téléfilms pour la télévision française ainsi que des documentaires autour des thèmes de l’enfance, du travail, de la littérature et des femmes. 
Elle est conseillère de programmes à la fiction à France Télévisions, d’avril 2007 à décembre 2019.  

## Filmographie

### Téléfilms
- 1989 : Atlantic rendez-vous
- 1995 : La Belle de Fontenay
- 1999 : Le Boiteux : Baby blues
- 2000 : Le Baptême du boiteux

### Documentaires
- 1985 : Octave au pays des Immatériaux
- 1986 : Romain Goupli, le moraliste
- 1987 : Ombre et soleil
- 1987 : Voyage en tauromachie avec Paco Ojeda
- 1988 : L'Incroyable Monsieur Bébé
- 1990 : Tant qu'il aura des bébés
- 1991 : Tant qu'il y aura la rentrée
- 1991 : Parole de chaîne
- 1992 : La Hague : le nucléaire au quotidien
- 1993 : Bonne à tout faire
- 1994 : Le Sabre brisé, l'Affaire Dreyfus aujourd’hui
- 1996 : Patrick Modiano (Un siècle d'écrivains)
- 1997 : Doris Lessing (Un siècle d'écrivains)
- 1997 : L'Amour en guerre, Suédoises impitoyables
- 1998 : Quand j'étais petit j'savais pas lire
- 1998 : Vie et Mort des langues (4 épisodes)
- 1999 : Voyage, voyage, Dakar
- 2001 : Médecin de famille
- 2002 : Tu vas prendre des ailes ma fille
- 2003 : Une si jolie petite plage
- 2003 : Quand les femmes s'en mêle
- 2004 : Un enfant quand je veux si je veux
- 2005 : Mère fille pour la vie
- 2006 : Judith Butler : philosophe en tout genre
- 2007 : Simone de Beauvoir